# Inulanthera
Inulanthera là một chi thực vật có hoa trong họ Cúc (Asteraceae).

## Loài
Chi Inulanthera gồm các loài: